# Porte de Montempoivre
De Porte de Montempoivre is een toegangslocatie (porte) tot de stad Parijs, en is gelegen in het noordwestelijke 12e arrondissement. Ze bevindt zich 800 m ten noorden van de porte Dorée en 500 m ten zuiden van de porte de Saint-Mandé.
De Porte de Montempoivre was een poterne, onderdeel van de 19e-eeuwse stadsomwalling van Thiers. Bij de porte werd een treinstation aangelegd aan de spoorweglijn van de Petite Ceinture.